# Keno (piłkarz)
Keno, właśc. Marcos da Silva França (ur. 10 września 1989 w Salvadorze) – brazylijski piłkarz występujący na pozycji skrzydłowego, od 2023 roku zawodnik Fluminense.

## Kariera klubowa
Keno jest wychowankiem lokalnego klubu América FC z siedzibą w niewielkiej miejscowości Propriá w stanie Sergipe. Po kilkunastu miesiącach powrócił w rodzinne strony, zostając graczem ekipy Botafogo SC ze swojego rodzinnego miasta Salvador, z którą w 2012 roku jako podstawowy zawodnik wygrał drugą ligę stanową – Campeonato Baiano A2. W 2013 za sprawą udanych występów trafił do trzecioligowego Águia de Marabá, w którego barwach występował przez pół roku, mając pewne miejsce w wyjściowym składzie, lecz nie odniósł większych osiągnięć, po czym podpisał umowę z grającym o szczebel wyżej zespołem Paraná Clube z siedzibą w Kurytybie. Tam także występował przez sześć miesięcy, a w lipcu 2014 zasilił również drugoligową drużynę Santa Cruz FC z miasta Recife, gdzie grał przez pół roku bez poważniejszych sukcesów, będąc podstawowym piłkarzem ekipy.
Wiosną 2015 Keno na zasadzie wolnego transferu został piłkarzem meksykańskiego zespołu Club Atlas z siedzibą w Guadalajarze. W tamtejszej Liga MX zadebiutował 17 stycznia 2015 w wygranym 2:1 spotkaniu z Morelią.

## Statystyki kariery
| Klub               | Sezon              | Liga                        | Liga    | Liga   | Puchar kraju | Puchar kraju | Kontynentalne | Kontynentalne | Inne    | Inne   | Suma    | Suma   |
| Klub               | Sezon              | Poziom                      | Występy | Bramki | Występy      | Bramki       | Występy       | Bramki        | Występy | Bramki | Występy | Bramki |
| ------------------ | ------------------ | --------------------------- | ------- | ------ | ------------ | ------------ | ------------- | ------------- | ------- | ------ | ------- | ------ |
| América-SE         | 2011               | nd.                         | —       | —      | —            | —            | —             | —             | 2       | 0      | 2       | 0      |
| América-SE         | 2012               | nd.                         | —       | —      | —            | —            | —             | —             | 0       | 0      | 0       | 0      |
| América-SE         | Łącznie            | Łącznie                     | —       | —      | —            | —            | —             | —             | 0       | 0      | 2       | 0      |
| Botafogo-BA        | 2013               | nd.                         | —       | —      | —            | —            | —             | —             | 15      | 4      | 15      | 4      |
| Águia Marabá       | 2013               | Série C                     | 20      | 7      | —            | —            | —             | —             | —       | —      | 20      | 7      |
| Paraná Clube       | 2014               | Série B                     | 4       | 0      | 3            | 0            | —             | —             | 5       | 1      | 12      | 1      |
| Santa Cruz FC      | 2014               | Série B                     | 25      | 3      | —            | —            | —             | —             | —       | —      | 25      | 3      |
| Atlas              | 2014/15            | Liga MX                     | 9       | 0      | 0            | 0            | 5             | 0             | —       | —      | 14      | 0      |
| AA Ponte Preta     | 2015               | Série A                     | 12      | 0      | 1            | 1            | 2             | 0             | —       | —      | 15      | 1      |
| Santa Cruz FC      | 2016               | Série A                     | 34      | 10     | 2            | 1            | 3             | 0             | 22      | 7      | 61      | 18     |
| SE Palmeiras       | 2017               | Série A                     | 31      | 8      | 3            | 1            | 7             | 1             | 12      | 1      | 53      | 11     |
| SE Palmeiras       | 2018               | Série A                     | 9       | 1      | 2            | 1            | 3             | 2             | 16      | 4      | 30      | 8      |
| SE Palmeiras       | Łącznie            | Łącznie                     | 40      | 9      | 5            | 2            | 10            | 3             | 28      | 5      | 83      | 19     |
| Pyramids FC        | 2018/19            | Ad-Dauri al-Misri al-Mumtaz | 32      | 8      | 1            | 2            | —             | —             | —       | —      | 33      | 10     |
| Al-Jazira Club     | 2019/20            | UAE Football League         | 12      | 2      | 0            | 0            | —             | —             | 4       | 1      | 16      | 3      |
| Atlético Mineiro   | 2020               | Série A                     | 33      | 10     | —            | —            | —             | —             | 5       | 1      | 38      | 11     |
| Atlético Mineiro   | 2021               | Série A                     | 24      | 5      | 5            | 1            | 7             | 1             | 7       | 1      | 42      | 7      |
| Atlético Mineiro   | Łącznie            | Łącznie                     | 57      | 15     | 5            | 1            | 7             | 1             | 12      | 2      | 80      | 18     |
| Łącznie w karierze | Łącznie w karierze | Łącznie w karierze          | 245     | 54     | 17           | 7            | 27            | 4             | 88      | 20     | 377     | 85     |

## Sukcesy

### Klubowe
SE Palmeiras
- Mistrzostwo Brazylii: 2018

Atlético Mineiro
- Mistrzostwo Brazylii: 2021